# Ковтюх Микола Григорович
Мико́ла Григо́рович Ковтюх (23 травня 1922, село Михайлівка, тепер Узинської міської громади Білоцерківського району Київської області — ?) — український радянський діяч, начальник Українського управління цивільного повітряного флоту (цивільної авіації). Кандидат технічних наук (1969).

## Біографія
У 1938 році вступив до комсомолу. Після закінчення десятирічної школи у селі Узин Київської області вступив у серпні 1939 року до Другого військового авіаційно-технічного училища міста Ленінграда, яке закінчив у 1941 році та отримав спеціальність авіаційного техніка.
З червня 1941 року — в Червоній армії, учасник німецько-радянської війни. Служив механіком 982-го та 249-го винищувальних авіаційних полків 142-ї винищувальної авіаційної дивізії Південно-Західного фронту. Потім навчався в школі пілотів міста Сальяни Азербайджанської РСР, працював пілотом цивільної авіації. Після закінчення льотних курсів у навчально-тренувальному загоні повітряних сил в Узбецькій РСР з 1944 року служив пілотом 5-ї ескадрильї 8-го окремого авіаційного полку та 23-го окремого авіаційного полку цивільного повітряного флоту 1-го Українського фронту. За цей час здійснив 184 бойові вильоти.
Після війни продовжив службу в Центральній групі радянських окупаційних військ у місті Дрездені (Німеччина), а згодом — у групі радянських окупаційних військ в Австрії. Потім направлений до Чимкентського загону спеціального призначення цивільного повітряного флоту Казахської РСР, закінчив школу вищої льотної підготовки. Спочатку літає другим пілотом, згодом стає командиром літака в транспортному авіаційному загоні цивільного повітряного флоту в Алма-Аті. Член ВКП(б).
З 1950-х років — командир літака, пілот-інструктор Українського управління цивільного повітряного флоту в місті Харкові. У цей період навчався в Харківському державному університеті та паралельно в Ленінградському Вищому авіаційному училищі. У 1960  році закінчив аспірантуру при Академії цивільної авіації СРСР.
До січня 1961 року — заступник начальника Українського управління цивільного повітряного флоту
У січні 1961 — 1970 року — начальник Українського управління цивільного флоту (цивільної авіації).
У 1969 році успішно захистив кандидатську дисертацію на тему«Использование реверса тяги двигателей на предпосадочном снижении для улучшения посадочных характеристик самолетов с ТРД» і став кандидатом технічних наук.
З 1970 року — начальник Головної інспекції Міністерства цивільної авіації СРСР, заступник міністра та член колегії Міністерства цивільної авіації СРСР.
Через деякий час повернувся до Києва, спочатку працював у Держплані УРСР головним спеціалістом, потім заступником голови Державного комітету Ради міністрів УРСР із професійної освіти. Працював викладачем та доцентом кафедри безпеки польотів у Київському інституті цивільної авіації

## Звання
- старшина
- майор

## Нагороди
- орден Вітчизняної війни ІІ ст. (6.04.1985)
- орден Червоної Зірки (6.11.1944)
- медаль «За відвагу» (23.05.1945)
- медаль «За визволення Праги» (1945)
- медаль «За перемогу над Німеччиною у Великій Вітчизняній війні 1941—1945 рр.» (1945)
- дві золоті медалі ВДНГ СРСР
- срібна медаль ВДНГ СРСР
- медалі
- Почесна грамота Президії Верховної ради Казахської РСР
- Заслужений пілот СРСР (1966)